# Überfall auf Manila
Der Überfall auf Manila im Januar 1798 war eine Militäroperation der Royal Navy während der Frühphase der Französischen Revolutionskriege. Das Vorgehen der britischen Schiffe, die unter falscher Flagge operierten, zielte darauf ab, die Stärke der Verteidigung von Manila, der Hauptstadt der spanischen Philippinen zu erkunden, eine der sog. „Manila-Galeonen“ zu erobern und den Zustand des Geschwaders der spanischen Marine zu beurteilen, das zu dieser Zeit im Hafen der Stadt überholt wurde. Spanien war im Ersten Koalitionskrieg 1796 mit Großbritannien verbündet gewesen, hatte nun aber die Seiten gewechselt. Die Anwesenheit eines mächtigen spanischen Geschwaders in Manila stellte somit eine Bedrohung für die sog. „China-Flotte“ dar, einen jährlichen Konvoi aus Ostindienfahrern von Macau nach England, der für Großbritannien von entscheidender wirtschaftlicher Bedeutung war. Die Bedrohung war so schwerwiegend, dass Großbritannien 1797 eine große Invasion der spanischen Philippinen von Britisch-Indien aus plante. Diese Aktion wurde allerdings in Anbahnung des Friedens von Campo Formio und der Bedrohung eines Krieges zwischen der Britische Ostindien-Kompanie und des Königreichs Mysore in Südindien verworfen.
Um die Sicherheit der Handelsschiffe, die sich im Winter 1797–98 in Macau versammelt hatten, trotzdem zu gewährleisten, schickte der britische Marinekommandeur in Ostindien, Konteradmiral Peter Rainier, einen Konvoi nach China, der von Kapitän Edward Cooke kommandiert und von den Fregatten HMS Sybille und HMS Fox eskortiert wurde. Nach Abschluss seiner Mission beschloss Cooke, den Bereitschaftszustand der spanischen Streitkräfte in Manila selbst zu untersuchen. Weiterhin lockten ihn Berichte, dass ein Schiff mit Silber aus Südamerika in Manila erwartet wurde, das eine wertvoller Prise darstellte. Cooke segelte auf der Sybille, die, begleitet von der Fox unter Kapitän Pulteney Malcolm, die spanische Kolonialhauptstadt am 13. Januar 1798 erreichte.
Cooke ankerte in der Bucht von Manila und gab vor, seine Schiffe wären französische Schiffe. Er lockte so erfolgreich spanische Offizielle an Bord, die er gefangen nahm und von denen er Informationen über den Verteidigungszustand von Manila und weitere Details erhielt.
In der Folge entsandte er ein Kommando gegen eine Gruppe von Kanonenbooten, die die Truppe in der Mündung des Flusses Pasig als Prisen nahm. Vor der Rückfahrt nach Macau folgte noch ein weiterer, allerdings erfolgloser, Angriff auf Zamboanga.

## Hintergrund
1796, im dritten Jahr der Französischen Revolutionskriege, unterzeichneten Spanien und die Französische Republik den Vertrag von San Ildefonso. Die geheimen Bedingungen dieses Vertrags verpflichteten Spanien, sein Bündnis mit Großbritannien aufzugeben und dem ehemaligen Verbündeten anschließend den Krieg zu erklären. In Ostindien bedeutete dieser Seitenwechsel, dass die dominierenden britischen Streitkräfte in der Region nun mit der Gefahr eines Angriffs von den spanischen Philippinen im Osten konfrontiert waren. Zu dieser Zeit beherrschte Großbritannien Ostindien und kontrollierte die Handelsrouten durch den Indischen Ozean von den Häfen von Bombay, Madras und Kalkutta aus. Das niederländische Ceylon, die niederländische Kapkolonie und Teile von Niederländisch-Ostindien waren 1795 erobert und die französische Präsenz in der Region war auf die Île de France (heute Mauritius) und einige Nebeninseln im westlichen Indischen Ozean beschränkt worden.
Einige der wichtigsten Handelsrouten begannen in Canton und Macau im China der Qing-Dynastie. Zu Beginn jedes Jahres segelte ein Konvoi, bekannt als die „China-Flotte“, bestehend aus großen Handelsschiffen im Dienst der Britischen Ostindien-Kompanie, beladen mit Tee und anderen Handelsgütern, von Macau nach Europa im Westen. Der Konvoi war für Großbritannien wirtschaftlich bedeutend. Ein vergleichbarer Konvoi von 1804 hatte einen Wert von über 8 Millionen Pfund (das entspricht 700.000.000 Pfund im Jahr 2022). Im Januar 1797 war der „China-Konvoi“ von einem französischen Geschwader aus sechs Fregatten, kommandiert von Konteradmiral Pierre César Charles de Sercey, angegriffen worden. Bei dem Vorfall in der Bali-Straße täuschte sich Sercey allerdings in der Zahl der gegnerischen Schiffe, wähnte sich in der Unterzahl und zog sich zurück. Erst nach seiner Rückkehr zur Île de France erfuhr er von seinem Fehler. In Indien gab es daraufhin erhebliche Befürchtungen, Sercey würde 1798 einen erneuten Angriff versuchen oder dass die Spanier, die ein mächtiges Geschwader in Cavite unterhielten, einen eigenen Angriffsversuch unternehmen könnten.
Rainiers erster Impuls, als er im November 1796 von der bevorstehenden Kriegserklärung zwischen Großbritannien und Spanien erfuhr, bestand darin, Pläne für eine Invasion der Philippinen auszuarbeiten, die sich auf Manila konzentrierte, um die erfolgreiche britische Eroberung von Manila von 1762 zu wiederholen. In Kooperation mit dem Generalgouverneur von Indien, John Shore, und Arthur Wellesley, zu dieser Zeit im Rang eines Obersten in Indien, waren beträchtliche See- und Militärstreitkräfte für die Operation vorgesehen, als im August 1797 die unerwartete Ankündigung des bevorstehenden von Friedens von Campo Formio in Indien eintrafen, der den Ersten Koalitionskrieg beendete. Großbritannien stand nun allein Frankreich und Spanien gegenüber. Gleichzeitig hatten Abgesandte des Tipu Sultan des Königreichs Mysore, eines alten Gegners Großbritanniens in Südindien, für einen möglichen Feldzug gegen die Kolonialmacht um französische Hilfe gebeten. Die für die Operation gegen Manila geplanten Truppen wurden daher in Indien zurückbehalten und die Operation abgebrochen. Der Schutz der „China-Flotte“ hatte aber weiterhin große Bedeutung und Rainier rüstete einen Teil seines Geschwaders in Indien für einen Konvoi nach Osten aus.
Für diesen Konvoi wurden eine Reihe von Handelsschiffen im Frühjahr 1797 in Bombay versammelt, um nach Macau zu segeln, dort Handelsgüter zu laden und sich für den Rückweg nach Westen der „China-Flotte“ anzuschließen. Als Begleitschiffe stellte Rainier unter anderem die 40-Kanonen-Fregatte HMS Sybille zur Verfügung, die 1794 in der Schlacht von Mykonos von den Franzosen erbeutet worden war, sowie die 32-Kanonen-Fregatte HMS Fox. Der Konvoi segelte durch die Straße von Malakka und traf ohne Zwischenfälle am 13. Dezember 1797 in Macau ein, obwohl die Besatzungen durch Tropenkrankheiten erheblich geschwächt wurden.

## Cookes Überfälle

### Aufklärung von Manilla

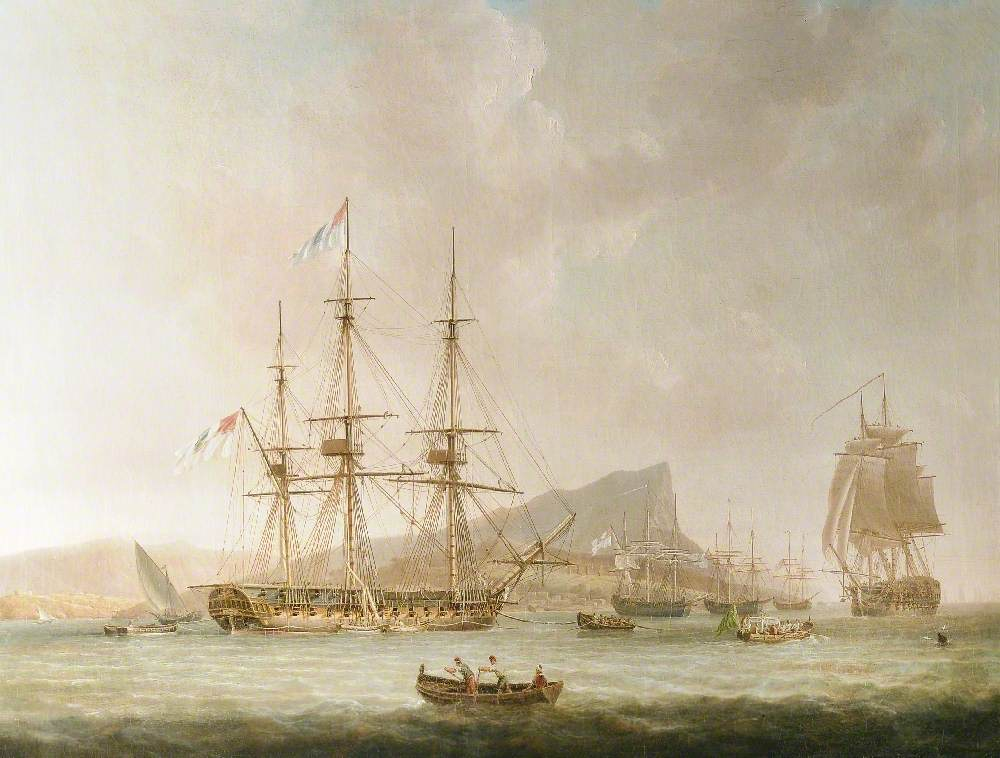
HMS Sybille vor Anker in Gibraltar, Gemälde von Anton Schranz

Nachdem sein Konvoi sicher in Macau vor Anker lag und die „China-Flotte“ noch einige Wochen bis zum Auslaufen nach Westen dort bleiben würde, beschloss Cooke, Manila zu erkunden und Beobachtungen über den Hafen und das dort stationierte spanische Geschwader anzustellen. Als zusätzliche Motivation gab es Gerüchte in Macau, dass die jährliche „Manila-Galeone“ um diese Zeit auf den Philippinen erwartet wurde. Dieses Schiff brachte bis zu zwei Millionen spanische Silberdollar von Acapulco über den Pazifischen Ozean und Guam nach Manila. Das Schiff deponierte dieses Kapital auf den Philippinen und lud dann Handelsgüter aus Ostindien für die Rückreise nach Neuspanien. Diese Rundreise war für die Aufrechterhaltung des spanischen Kolonialbesitzes in Ostindien unerlässlich, da dieser bisher enorme finanzielle Verlust einbrachte und nur durch die erheblichen Subventionen aus Neuspanien aufrechterhalten werden konnte. Spanische Silberdollar waren eine weitläufig akzeptierte Währung in großen Teilen Ostindiens und eine Störung dieses Finanzsystems hätte tiefgreifende Auswirkungen auf den regionalen Handel haben können. Seit Thomas Cavendish 1587 griffen britische Schiffe daher immer wieder die „Manila-Galeonen“ an.
Cooke ließ die schwereren Kriegsschiffe in Macau zurück und segelte am 5. Januar 1798 nur mit Sybille und Fox in Richtung Manila. Bei Luzon trafen Cookes Schiffe auf ein kleines spanisches Handelsschiff, das zu den Fregatten gelockt wurde, die schon jetzt unter der französischen Trikolore segelten. Cooke beschlagnahmte das spanische Schiff und erfuhr von dem Kapitän, dass der größte Teil des spanischen Manila-Geschwaders in Cavite umfangreichen Reparaturen unterzogen wurde und nicht seetauglich war. Das spanische Geschwader hatte schwer unter einem Taifun im April 1797 gelitten und ein Großteil des Schadens war immer noch nicht repariert worden. Cooke belohnte den Kapitän mit der Freigabe seines Schiffs mit intakter Ladung, wobei er allerdings 3900 Silberdollar kassierte. Als Cookes kleines Geschwader vor Manila eintraf, hatte dieser weitere Vorkehrungen getroffen, um seine Schiffe als französische Schiffe zu tarnen.

### Abendessen aufSybille
Am späten Nachmittag des 13. Januar 1798 kamen Sybille und Fox in der Manilabucht an, passierten ohne Zwischenfall die Festungsinsel Corregidor und segelten dann am Morgen des 14. Januar über die Bucht, wobei sie zwischen Manila und Cavite ankerten. Von seinem Aussichtspunkt aus konnte Cooke das entmastete und in Reparatur befindliche spanische Geschwader in Cavite sehen, die Linienschiffe San Pedro Apóstol, Europa und Montañés sowie die Fregatten Santa María de la Cabeza und Santa Lucía im Dock und einsatzunfähig. Zu Cookes Enttäuschung konnte er auch feststellen, dass die „Manila-Galeone“ Marquesetta an den Cavite-Docks bereits entladen worden war. Die Spanier hatten erst kurz vor Cookes Ankunft erfahren, dass sich das britische Kriegsschiff HMS Resistance unter Kapitän Edward Pakenham in philippinischen Gewässern befand und hatten beschlossen, die wertvolle Fracht aus dem Schatzschiff zu entfernen, um so einem Angriff zuvorzukommen. Ein weiteres wertvolles Handelsschiff, die Rey Carlos, war im Hafen auf Grund gelaufen.
Da die Fox zuvorderst auf dem Ankerplatz lag, wurde es zuerst von einem spanischen Wachboot angefahren, dessen Besatzung an Bord kam. Malcolm sprach wie Cooke fließend Französisch und konnte den verantwortlichen Offizier davon überzeugen, dass es sich bei den Neuankömmlingen um die französischen Schiffe Forte und Prudente, eigentlich unter Serceys Kommando, handelte, die Vorräte und spanische Verstärkungen für ihre Einsätze suchten. Der Offizier bot Nachschub an, warnte aber davor, dass keines der spanischen Schiffe vor März auslaufen könne. Cooke schloss sich dann der Gruppe auf dem Deck der Fox an und behauptete, Commodore Latour zu sein, ein französischer Offizier, der, den Spaniern unbekannt, bei der Aktion vom 9. September 1796 vor Sumatra getötet worden war. Da die britischen Offiziere zuvor erbeutete oder gefälschte französische Uniformen trugen, wurde der spanische Offizier nun vollständig von der List überzeugt. Cooke lud den Besucher unter Deck ein, reichte dann Wein herum und zusammen tranken sie eine Reihe von Toasts, darunter auf „den Untergang Englands“.
Die Zusammenkunft dauerte etwa eine Stunde und Malcolm und Cooke erfuhren detaillierte Informationen über den Zustand der Verteidigung und des Geschwaders auf den Philippinen, bis ein zweites Boot mit weiteren Offizieren, die die französischen Ankömmlinge begrüßen wollten, neben Fox anlegte. Dieses Schiff war das persönliche Boot des spanischen Kommandanten von Cavite, Konteradmiral Don Ignacio María de Álava, der allerdings nicht an Bord war, aber über einen Adjutanten in einem dritten Boot eine Nachricht schickte. Jedes Mal wurden die Offiziere nach unten eskortiert, um an den Feierlichkeiten teilzunehmen, während ihre Besatzungen festgenommen und als Kriegsgefangene unter Deck gebracht wurden. Schließlich wurden auch die spanischen Offiziere über ihre Lage aufgeklärt. Cooke stellte ihnen allerdings ihre Freilassung beim Auslaufen der britischen Fregatten in Aussicht und bot ihnen mehr Wein an. Die Besatzung der Fox wechselte derweil mit den gefangenen spanischen Matrosen die Kleidung, stieg in die spanischen Boote und ruderte zur Mündung des nahe gelegenen Pasig-Flusses, wo, wie die Briten erfahren hatten, drei schwere Kanonenboote ankerten. Diese Schiffe hatten dreißigköpfige Besatzungen und waren gut bewaffnet, eines mit einer 32-Pfünder-Kanone und zwei mit 24-Pfünder-Kanonen, die jeweils durch vier Drehbassen ergänzt wurden. Das britische Enterkommando überraschte und vertrieb die spanischen Besatzungen kampflos und brachte alle drei Boote neben die Fox.
Daraufhin erschien der Hafenkapitän auf dem Schiff, beschwerte sich über die Beschlagnahme der Kanonenboote und forderte ihre Rückgabe. Malcolm empfing ihn mit einer Tirade in unverständlichem Französisch und brachte ihn zu den anderen gefangenen Offizieren in seine Kabine, während die Besatzung seines Bootes ebenso unter Deck eingesperrt wurde, was die Zahl der Gefangenen auf etwa 200 erhöhte. Kurz darauf, um 16:00 Uhr, veranstalteten Cooke und Malcolm ein großes Abendessen für ihre gefangenen Offiziere und schickten Essen und Grog an die gefangenen Besatzungen. Als das Essen beendet war, erlaubte Cooke allen Gefangenen, zu ihren Booten zurückzukehren und ohne weitere Bedingungen zum Ufer zu rudern. Die Kanonenboote behielt er allerdings.

### Zamboanga
Cooke führte sein kleines Geschwader am 15. Januar an Corregidor vorbei und wandte sich nach Süden. Vier Tage später brach die Schleppleine eines der Kanonenboote in einem Sturm und ging mit seiner zwölfköpfigen Besatzung verloren. Die Fregatten erkundeten anschließend Mindanao, bevor sie am 22. Januar Zamboanga erreichten. Dort hisste Cooke die spanische Flagge, um die Behörden dazu zu bringen, sein Geschwader mit Lebensmitteln und Wasser zu versorgen. Die Sybille lief allerdings auf eine Sandbank am Eingang des Hafens, was das Misstrauen eines Wachbootes erregte, das vom Gouverneur von Zamboanga, Raymundo Español, geschickt worden war. Der Kapitän des spanischen Bootes rief die britischen Schiffe nach den Namen ihrer Kapitäne an, und versetzte, nachdem außer einer Gewehrsalve keine Antwort gegeben wurde, die Stadt in Alarmbereitschaft. Da die Verteidiger nun vorgewarnt waren, gab Cooke seine List auf und befahl, nachdem er Sybille am nächsten Morgen wieder flott gemacht hatte, eine Bombardierung des Forts, das den Hafen schützte. Dies hatte wenig Wirkung, obwohl die Spanier später etwa 450 Kanonenkugeln verschiedener Kaliber bergen konnten. Malcolm versuchte dann eine amphibische Landung, um die Landseite des Forts zu stürmen. Die Boote gerieten allerdings unter schweres Feuer, eines wurde von einer Kanonenkugel zerschmettert, zwei Seeleute wurden getötet und vier verletzt. Ein anderes Boot landete auf einer Sandbank und blieb stecken. Als zusätzlich noch 250 mit Lanzen bewaffnete Einwohner die Briten überfielen und vom Strand vertrieben, brach Malcolm die Operation ab. Nach einem einstündigen Schusswechsel kappten die Briten die Ankertaue ihrer Schiffe und zogen sich außer Reichweite zurück. Die Verluste auf britischer Seite betrugen zwei Tote und ein Verwundeter auf Sybille und acht Verwundete auf Fox, zusätzlich zu denen, die in den Booten verloren gingen. Die Verteidiger verloren einen Mann und zählten vier Verwundete.
Cooke zog sich in der Folge etwa eine halbe Meile von Zamboanga zurück, um in den nächsten drei Tagen Schäden an Masten und Takelage seiner Schiffe zu beheben. Danach ließ er wieder nach Norden segeln. Zuvor hatte er die beiden verbliebenen Kanonenboote versenken lassen, da er nicht glaubte, mit ihnen die Überfahrt nach Macau durchführen zu können. Vier Tage später, am 27. Januar, hielt das Geschwader in einem Dorf namens „Pullock“ im Norden des Sultanats Maguindanao an, um frisches Wasser aufzunehmen. Am Strand wurde eine Bootsbesatzung der Sybille von Lumad-Stammesangehörigen angegriffen. Zwei Seeleute wurden getötet und neun weitere in die Wälder verschleppt. Cooke beschwerte sich bei Sultan Kibab Sahriyal in Kuta Wato und die gefangenen Seeleute wurden schließlich freigelassen, allerdings erst, als Sybille und Fox bereits weiter nach China gesegelt waren, um den Handelskonvoi zurück nach Indien zu eskortieren.

## Nachwirkungen
Cookes Erkundungsunternehmen hatte ergeben, dass die spanischen Streitkräfte auf den Philippinen keine unmittelbare Bedrohung darstellten. Für diese Erkenntnis hatte Cooke allerdings auch 18 seiner Seeleute verloren. Trotzdem drückte Admiral Rainier später seine Zufriedenheit mit dem Ergebnis in einem Brief an die Admiralität aus. Mit einer stärkeren Truppe hätte Cooke möglicherweise mehr erreichen können: Der Historiker Cyril Northcote Parkinson mutmaßte, dass Cookes Geschwader, wenn es sich mit der Resistance zusammengeschlossen hätte, möglicherweise in der Lage gewesen wäre, die entwaffneten spanischen Kriegsschiffe in Cavite zu zerstören. Er stellt jedoch auch fest, dass in diesem Szenario Pakenham der kommandierende Offizier gewesen wäre, ein Mann mit erheblich weniger Weitblick und Hinterlist als Cooke. Der britische Marineschriftsteller Richard Woodman kritisierte die Mission, betrachtete die Operation als „kein glorreiches Ergebnis“ und nannte das Versäumnis, die Schatzschiffe zu erobern, als ihren größten Mangel.
Die „China-Flotte“ von 1798 segelte ohne weitere Zwischenfälle. Während des folgenden Jahres wurde die Resistance durch eine Explosion im Juli in der Bangka-Straße zerstört. In der Folge konzentrierte sich die Mehrzahl von Rainiers Streitkräften darauf, die französische Besetzung von Sues im Roten Meer zu stören. Diese Umleitung britischer Ressourcen führte zu Lücken in der Absicherung der Handelsschifffahrt, und Sercey konnte die Fregatte Preneuse und die Korvette Brûle-Gueule Ende des Jahres nach Manila schicken, um sich dem reparierten spanischen Geschwader anzuschließen. Anfang Februar 1799 segelte diese vereinte Streitmacht nach Macau und überraschte die britische Verteidigung. Der britische Kommandant Kapitän William Hargood griff allerdings den Verband seinerseits an und rückte gegen die französisch-spanische Truppe vor, die sich tagsüber zurückzog und an diesem Abend im Schutz der Dunkelheit im Wanshan-Archipel außer Sicht kam. Das kombinierte Geschwader zerstreute sich dann und die „China-Flotte“ wurde erst in der Schlacht von Pulo Aura 1804 erneut angegriffen, bei der ein französisches Geschwader erneut getäuscht und vertrieben wurde. 
Die Fregatten Forte und Prudente, für die Cooke seine Schiffe vor Manila ausgegeben hatte, wurden Anfang 1799 beauftragt, unabhängig gegen den britischen Handel im Indischen Ozean zu operieren. Die Prudente wurde von der HMS Daedalus bei einer Aktion am 9. Februar 1799 vor der südafrikanischen Küste erbeutet, und Forte wurde am 28. Februar von der HMS Sybille unter Cooke in der Nähe von Balasore in Bengalen abgefangen. In dem folgenden Gefecht wurde Forte ebenfalls erbeutet, aber Cooke tödlich verwundet. Er starb am 25. Mai.